# 圣维森特角
圣维森特角是位于葡萄牙西南部一处向大西洋突出的海岬。